# 佐世保市立白南風小学校
佐世保市立白南風小学校（させぼしりつ しらはえしょうがっこう）は、長崎県佐世保市山祇（やまずみ）町にある公立の小学校。

## 概要
歴史
1906年（明治39年）創立の「白南風尋常小学校」を前身とする。現校名になったのは学制改革が行われた1947年（昭和22年）。2016年（平成28年）に創立110周年を迎えた。
校区
住所表記で佐世保市の後に「山祇町、須田尾町、峰坂町、三浦町（一部）、白南風町、白木町（一部）」が続く地域。中学校区は佐世保市立山澄中学校。
校章
校歌
作詞は鈴木政輝、作曲は福井直秋による。歌詞は3番まであり、各番に校名の「白南風小学校」が登場する。

## 沿革
- 1906年（明治39年）10月6日 - 尋常科（修業年限4年）を設置の上、「白南風尋常小学校」が創立。
  - 佐世保尋常小学校（男子校）から603名、佐世保女児尋常小学校から608名、計1,211名を分割収容の上、授業を開始。初代校長には豊村勝治が就任。
- 1908年（明治41年）4月 - 児童数の増加により、佐世保高等小学校に分教場を設置。
  - 小学校令の改正により、義務教育年限（尋常科の修業年限）が4年から6年に延長されたため、尋常科5年が新設。これにより児童数が増加した。
- 1909年（明治42年）2月 - 祇園尋常小学校の新設により、一部児童が転出。
- 1911年（明治44年）7月 - 校舎の一部を改築。敷地135坪を長崎県立佐世保高等女学校に分割。
- 1917年（大正6年）4月 - 2教室を増築。
- 1919年（大正8年）1月 - 木造平屋建て校舎の一部を2階建てに増築。運動場を拡張。正門を校舎前面に移転。
- 1928年（昭和3年）1月 - 木造2階建て2教室を増築。
- 1929年（昭和4年）4月 - 校区の改定により、福石町・福石免の一部・潮見町の児童が潮見尋常小学校に転出。その代わり、下京・塩浜・万津・島地・山縣町の児童が転入。
- 1935年（昭和10年）10月 - 日宇福石免1305番地に新校舎が完成し、移転を完了。
- 1941年（昭和16年）4月1日 - 国民学校令の施行により「佐世保市白南風国民学校」に改称。尋常科を初等科に改める。
- 1945年（昭和20年）6月29日 - 佐世保空襲により、校舎を焼失した小佐世保国民学校・潮見国民学校に校舎の一部を貸与。
- 1947年（昭和22年）4月1日 - 学制改革（六・三制の実施）が行われ、「佐世保市立白南風小学校」（現校名）となる。
- 2006年（平成18年）- 創立100周年を迎える。

## 交通アクセス
最寄りの鉄道駅
- JR九州 佐世保線・松浦鉄道（MR）西九州線 「佐世保駅」

最寄りのバス停
- 西肥バス（させぼバスが担当）「山祇町」、「白南風小学校下」バス停

## 周辺
- 佐世保市立白南風幼稚園・佐世保市幼児教育センター
- 佐世保山祇簡易郵便局
- 佐世保市立山澄中学校
- 佐世保市立潮見小学校

## 卒業生
- 深見利佐子 - 柔道選手（タイ代表）、2018年アジア大会52kg級銅メダル、2020東京オリンピック柔道52kg級出場[2]

## 参考資料
- 「佐世保市史 教育篇」（佐世保市）p. 648 - p. 650